# Mecepuszta
Mecepuszta  (horvátul: Mece) falu Horvátországban, Eszék-Baranya megyében. Közigazgatásilag Dárdához tartozik.

## Fekvése
Eszéktől légvonalban 7, közúton 11 km-re északra, községközpontjától 2 km-re délkeletre Baranyában, a Drávaszög területén a Dárdát Bellyével összekötő út és az Eszék – Pélmonostor vasútvonal mentén fekszik. 

## Története
A 19. század első felében mezőgazdasági majorként keletkezett a bellyei uradalom területén. A második katonai felmérés térképén „Mecze” néven található. A Habsburgok tescheni ágának birtoka volt, birtokosa 1918-ig Frigyes főherceg volt. 1900-ban 72, 1910-ben 83 lakosa volt. Baranya vármegye Baranyavári járásához tartozott. A háború után mint Habsburg birtok állami kézbe került, a „bellyei állami uradalom” része volt. 1941 és 1944 között a település ismét Magyarországhoz tartozott, erre az időre visszakapta Frigyes fia Albrecht főherceg. A háború után ismét Jugoszlávia része lett. Nagyarányú fejlődése az 1950-es években kezdődött, amikor Kokingrad néven a bellyei baromfitelep munkástelepeként kezdték kiépíteni. Később visszakapta korábbi Mece nevét. Az 1991-es népszámlálás adatai szerint lakosságának 51%-a horvát, 22%-a szerb 11%-a jugoszláv, 8%-a magyar nemzetiségű volt. A falut 1991 szeptemberében megszállták a JNA katonái és a szerb szabadcsapatok. A településnek 2011-ben 882 lakosa volt.

## Lakossága
| Lakosság változása | Lakosság változása | Lakosság változása | Lakosság változása | Lakosság változása | Lakosság változása | Lakosság változása | Lakosság változása | Lakosság változása | Lakosság változása | Lakosság változása | Lakosság változása | Lakosság változása | Lakosság változása | Lakosság változása | Lakosság változása |
| ------------------ | ------------------ | ------------------ | ------------------ | ------------------ | ------------------ | ------------------ | ------------------ | ------------------ | ------------------ | ------------------ | ------------------ | ------------------ | ------------------ | ------------------ | ------------------ |
| 1857               | 1869               | 1880               | 1890               | 1900               | 1910               | 1921               | 1931               | 1948               | 1953               | 1961               | 1971               | 1981               | 1991               | 2001               | 2011               |
| 0                  | 0                  | 0                  | 0                  | 72                 | 83                 | 0                  | 0                  | 239                | 339                | 445                | 789                | 1.020              | 988                | 840                | 882                |

(1880-tól településrészként, 1991-től önálló településként. 1880-ban, 1890-ben, 1921-ben és 1931-ben lakosságát Bellyéhez számították.)

## Gazdaság
A pusztán hagyományosan a mező- és erdőgazdaság és az állattartás képezte a megélhetés alapját. 

## Oktatás
Népiskoláját 1953-ban hozták létre. 1956 és 1958 között négyosztályosként, 1958 és 1961 között háromosztályosként működött. Ma a dárdai általános iskola négyosztályos területi iskolájaként működik.

## Sport
- HNK Radnički Mece labdarúgóklub. A klubot 1952-ben alapították NK Borac Kokingrad néven. 1959-ben nevét NK Radnički Kokingradra változtatták. A délszláv háború alatt működése szünetelt. 1998-ban HNK Radnički Mece néven alapították újra. A csapat a megyei 1. ligában szerepel.
- ŠRD Mece sporthorgász egyesület

## Egyesületek
„Kokingrad” polgári egyesület